# Massimo Barbiero
Massimo Barbiero (Ivrea, 1963) è un batterista, percussionista e compositore italiano.

## Biografia
Dopo i suoi studi con Jack DeJohnette, Steve Gadd e altri musicisti, fonda il gruppo Enten Eller (1984, formato da batteria, tromba, sassofono, contrabbasso e chitarra) e il gruppo Odwalla (1989), composto da sole percussioni.
Nasce a Ivrea nel 1963, ha studiato batteria e percussioni con Fiorenzo Sordini e Giorgio Gandino, entrambi percussionisti della RAI di Torino. Segue stages con batteristi come Jack DeJohnette, Steve Gadd, Peter Erskine, Roy Haynes, Andrea Centazzo, Daniel Humair, Pierre Favre, Jon Christensen, Bob Moses, Marilyn Mazur; prosegue i suoi studi con vibrafono e marimba concretizzando precedenti interessi per la musica classica e contemporanea.
Nell’84 fonda l’Enten Eller, progetto jazz contemporaneo indirizzato verso una ricerca timbrica e ritmica. Con questo incide 16 CD e un DVD (spettacolo sulle immagini del film “il settimo sigillo” di Bergman con un connubio di danza e fotografia), suona in festival in Italia e all’estero, (il cd “Melquiades”, con l’illustre ospite speciale Tim Berne è stato votato come migliore disco del Mese (dicembre), dalla più importante rivista di jazz del mondo “DONW BEAT” evento mai accaduto ad un gruppo italiano).
ENTEN ELLER è stato votato più volte tra i migliori gruppi italiani dalla prestigiosa rivista Musica Jazz. Cosi come lo stesso Barbiero è stato votato diverse volte, da Musica Jazz e da JazzIt Award, tra i migliori batteristi nazionali. Ha fatto parte della C.M.C. (Cooperativa Musica Creativa), associazione legata all’insegnamento e alla diffusione della musica jazz di ricerca.Nel Settembre 2012 la rivista JAZZIT ha dedicato uno speciale di dieci pagine con cd allegato," 25th Anniversary" per celebrare venticinque anni di attività.
Suona e incide con il quartetto Claudio Lodati Dac’Corda, con Carlo Actis Dato,Don Moye, Elton Dean, Harry Beckett,Hamid Drake, Mino Cinelu, Tim Berne, Markus Stockhausen, Alexander Balanescu, Iva Bittova, Roberto Ottaviano,  Maria Pia De Vito, Billy Cobham, Antonello Salis, Giancarlo Schiaffini, Giovanni Maier, C.Cojaniz, Nihar Metha, Javier Girotto, Baba Sissoko.
Nell’89 crea il progetto di sole percussioni, “ODWALLA”, con il quale incide 12 CD (di cui uno con Billy Cobham ) e tre DVD, partecipando a centinaia di Festival in Italia e all’estero. Votato nel 2014 e 2015 nel Top Jazz tra i migliori gruppi.
Il progetto Silence Quartet: una prospettiva “diversa”, un ponte tra il modern jazz quartet e il pierrot lunaire... scrittura e libertà… insieme a musicisti di grande esperienza come il chitarrista C. Lodati o il Pianista C. Cojanitz e la voce della cantante Cangini. Il lirismo come obbiettivo finale, l’improvvisazione come punto di partenza, due Cd e diversi festival. Anche il progetto Water Dreams, con due cd all’attivo e decine di concerti è un progetto unico, per chitarre, percussioni ,danza e fotografia, progetto commissionato per la manifestazione “Cultura Arte e Pace” in ambito europeo, e prodotto dalla stessa. Marmaduke è invece un progetto con il violinista Alexander Balanescu, Claudio Cojaniz e Maurizio Brunod dove l’informalità lieve e riflessiva, la ricerca e la tradizione della forma ballad convivono in un groviglio di idee e di suoni che spiazza continuamente, un progetto che ha riscosso unanimi consensi di critica.
Sono stati pubblicati 6 libri su di lui: “Massimo Barbiero - Enten Eller e Odwalla vent’anni tra jazz e ricerca”, a firma del noto critico Guido Michelone per le edizioni Lampi di Stampa, ulteriore riconoscimento del lavoro sviluppato in questi anni. Un secondo libro “Massimo Barbiero - Odwalla the World percussion and dance” con saggi di critici e le fotografie di Luca d’Agostino è invece un raffinato documento che definisce un progetto da vedere oltre che sentire. "Enten Eller" è invece un volume di Flavio Massarutto e Luca d'Agostino che tratta del rapporto tra letteratura, fotografia e la musica del gruppo. Ed il recente - Massimo Barbiero Sisifo la fatica della ricerca - (Edizioni Del Faro) a cura di Guido Michelone e Gian Nissola con saggi di Franco Bergoglio e Davide Ielmini. Il corredo fotografico – in bianco e nero e a colori – è di Luca D’Agostino e "Tempus Fugit" saggio di Davide Ielmini con foto di Davide Bruschetta su Odwalla e nel 2019 "Il suono ruvido dell'innocenza" un libro su Enten Eller in forma d'intervista.
È stato inserito nella più importante pubblicazione di jazz del mondo, “Penguin Guide to Jazz”, da molti definita la Bibbia del jazz, oltre al dizionario de Jazz Italiano di Flavio Caprera per la Feltrinelli. Ha inciso nel 2009 un cd solista “Nausicaa”, raro esempio di solo per batteria, registrazione in solitudine d’improvvisazione. Opera definita dalla critica “di grande maturità”, e “felice ispirazione e consapevole lucidità” a cui sono seguiti Keres Sisifo e Mantis con altrettanti plausi.
Anche il duo con la cantante Rossella Cangini ha prodotto un cd dal titolo “Denique Caelum”, lavoro ispirato all’Ulisse di Joyce. Altri lavori in duo con Giovanni Maier al cello o Marcella Carboni all'arpa hanno ulteriormente sviluppato la ricerca sui duetti come Gabbia con Marta Raviglia su testi del 1200.ed il cd in solitudine per sola marimba "Simone de Beauvoir".
Sky Tv gli ha dedicato un programma monografico sulla sua carriera. Attivo da anni come insegnante sul territorio (ha fondato la scuola di musica moderna - Music Studio) è anche il compositore della maggior parte delle musiche dei gruppi in cui opera.
I suoi lavori sono stati recensiti in Italia, Francia, USA, Germania, Austria, Canada, Giappone... ed è stato intervistato più volte da riviste quali “Musica Jazz”, “Percussioni”, “Jazz Magazine”, “Drum Club”, “Allbout Jazz” e “Jazz It“, "Strumenti Musicali".... Collabora come percussionista in spettacoli teatrali e di danza.
E' endorsement  per i piatti UFIP e per le batterie Le Soprano.
È presidente dell’Ivrea Jazz Club, dell’organizzazione dell’Open Jazz Festival d’Ivrea, e del Open World Jazz Festival

## Discografia
- Enten Eller- Streghe 1987 Splasc(h)
- Enten Eller- Cassandra 1989 Splasc(h)
- Enten Eller- Antigone 1991 Splasc(h)
- Enten Eller- Medea 1996 Splasc(h)
- Enten Eller- Trait d'Union 1998 Splasc(h)
- Enten Eller & Tim Berne- Melquiades 1999 Splasc(h)
- Enten Eller & Tim Berne- Auto da fè 2000 Splasc(h)
- Enten Eller- Euclide 2004 Splasc(h)
- Enten Eller- Settimo Sigillo 2006 Splasc(h)
- Enten Eller- Atlantide 2008 Splasc(h)
- Enten Eller & Javier Girotto- Ecuba 2010 Splasc(h)
- Odwalla- Schiuma d'onda 1990 Splasc(h)
- Odwalla- Prima che il gallo canti 1992 Splasc(h)
- Odwalla- Minotauro 1995 Splasc(h)
- Odwalla- In Brixen 1999 Splasc(h)
- Odwalla & Billy Cobham - Kratos e Bia 2002 Splasc(h)
- Odwalla- Panta Rei 2006 Splasc(h)
- Barbiero Brunod Water Dreams Splasc(h) 2007
- Odwalla- Live at Musica sulle Bocche 2007 Splasc(h)
- Odwalla- Medusa 2009 Splasc(h)
- Odwalla- Isis 2011 Splasc(h)
- Lodati Dac'orda Corsari 1991 Splasc(h)
- Carlo Actis Dato duo + due (Culver Barbiero Rolle)  1991 Splasc(h)
- Massimo Barbiero Silence Quartet Spasc(h) 2003
- Massimo Barbiero Silence Quartet Briseide Spasc(h) 2007
- Massimo Barbiero- Nausicaa 2009 Splasc(h)
- Barbiero Favata Di Bonaventura Brunod Jeaux d’enfant cd Comar 2008
- Massimo Barbiero & Rossella Cangini- Denique Caelum 2010 Splasc(h)
- Massimo Barbiero- Keres 2011 Splasc(h)
- Massimo Barbiero & Giovanni Maier- Code Talkers 2011 Splasc(h)
- Massimo Barbiero & Marcella Carboni- Kandinsky 2012 Splasc(h)
- Enten Eller Orkestra E(x)stinzione - 2012 Splash record
- Enten Eller - 25th Anniversar N. 22 (2012)
- Brunod (Vitous,Di Bonaventura, Barbiero…) –  Duets Caligola
- Sisifo  CD Splasc(h)  (2013)
- Odwalla  Ankara Live CD + DVD Splasc(h)  (2013)
- Massimo Barbiero Claudio Cojaniz  Danza Pagana CDsplasch  (2013)
- Massimo Barbiero Marta Raviglia  Gabbia CDsplasch  (2014)
- Enten Eller &   Pietàs CD Splasc(h)   (2014)
- Massimo Barbiero Simone de Beaviour  CD  (2015)
- Odwalla  Uomo Invisibile CD  (2015)
- Massimo Barbiero  Mantis  CD (2016)
- Brunod Gallo Barbiero  Extrema Ratio  CD Caligola (2016)
- Enten Eller Tiresia CD   (2016)
- La compagnia dei Trivelin Nella Terra dei Frippi cd Kutmusic (2017)
- Odwalla e Baba Sissoko Ancenstral Ritual (2017)
- Enten Eller Minotauros (2018)
- Barbiero Manera Sartoris "Woland"  (2020)
- Massimo Barbiero & Giovanni Maier- "Gojn"  (2020)
- Massimo Barbiero Foglie d'erba CD (2020)
- Massimo Barbiero IN Hora Mortis CD (2022)
- Barbiero Manera Sartoris "Verrà la morte e avrà i tuoi occhi"  (2022)
- Brunod Gallo Barbiero  Gulliver  CD  (Jando Music 2022)
- Massimo Barbiero Eros e Thanatos CD (2023)
- Massimo Barbiero Markus Stockhausen Stoicheia CD (2024)
- Enten Eller & Iva Bittova Lisistrata CD (2024)
- Brunod Gallo Barbiero  & Roberto Ottaviano The Billia Session   CD  (Dodicilune 2025)